# Bonaventura Elsevier
Bonaventura Elsevier (Leiden, 1583 – 17 september 1652) was een Nederlands boekhandelaar en boekdrukker.

## Biografie
Bonaventura Elsevier was de zesde zoon van Louis Elsevier en zijn vrouw Maria Duverdyn, maar wordt soms ook als zoon van Matthijs Elsevier gezien. Sinds 1601 werkte Bonaventura als boekhandelaar. Hij begon vijf jaar laten een reis naar Italië en reisde in 1608 naar Parijs, om vanuit daar het daaropvolgende jaar weer terug naar Leiden te keren. In 1618 werd hij compagnon van Matthijs Elsevier, wat zes jaar duurde. In de jaren daarop werkte hij ook veel samen met de zoon van Matthijs, genaamd Abraham Elsevier. In het jaar 1625 kocht Bonaventura Elsevier de universiteitsdrukkerij van Isaak Elsevier en de Oriëntaalse boekdrukkerij van Thomas Erpenius. Dientengevolge vernoemde men de beide drukkers naar universiteitsboekdrukkers. In 1625 trouwde Bonaventura met Sara van Ceulen en kreeg met haar vier zonen; Daniel, Peter de Oude, Bonaventura de Jonge en Wilhelm. Op 17 september 1652 stierf hij en men bestelde hem in de Pieterskerk in Leiden ter aarde.